# Marchigiana
Marchigiana é uma raça de bovinos muito usada para corte ou abate de gado.

## História
Sua origem é antiga e remonta do século V. Originários da raça podólica sendo introduzida na Itália no mesmo século pelos povos bárbaros que os difundiram após a queda do Império Romano pela região de Marche, em seguida pelas regiões próximas aonde a principal característica é o verão seco e quente e inverno úmido e frio.
As terras, em sua maior parte são constiuídas de argila compacta ou saibro e áridas, por ser uma área montanhosa a produção de massa verde não é abundante e as forragens são geralmente de qualidade inferior e as difíceis condições ambientais e alimentares, assim como o emprego continuado nos trabalhos de campo e os vários cruzamentos com outras raça que habitavam a Itália, como a Chianina, Romagnola entre outras, acentuaram, com o passar dos séculos, o desenvolvimento das massas musculares, e as características de rusticidade, precocidade, fertilidade e docilidade que caracteriza os indivíduos dessa raça bovina.
Na Itália, país de origem da raça a partir de 1930 foi instituído o Livro Genealógico da raça Marchigiana. A partir daí os trabalho de seleção passaram a ser então dirigidos no intuito da obtenção de animais produtores de carne, visto que até esta época, os bovinos eram criados e selecionados também para o trabalho no campo.
Atualmente a raça na Itália conta com cerca de 49.000 exemplares inscritos em seu Livro Genealógico e está presente em vários países como: Brasil, Estados Unidos, Canadá, Nova Zelândia, Austrália, Argentina, Inglaterra e Holanda.

## Brasil
- Em 1965, Dr. Ermano Bonaspeti, engenheiro agrônomo, fez a primeira importação de sêmen da Itália. Desde então começaram as importações de animais, sêmen e embriões.
- Em 1972 foi fundada a ABCM-Associação Brasileira dos Criadores de Marchigiana que conta hoje com 26.000 animais puros inscritos em seu Livro Genealógico.

## Características
Possui uma pelagem clara, fina e pêlos medulados muito semelhante ao Nelore, mantendo estas características nos produtos cruzados ou seja quando cruzamos a marchigiana com outra espécie bovina mantém a qualidade genética original sem ser alterada pela diversificação da raça. Outra característica é a sua pele preta, vascularizada (têm a predominância quanto ao aparecimento das veias) e oleosa, com grande capacidade de dissipação de calor e resistência aos ectoparasitas como carrapatos entre outros. É extremamente rústica (do campo) e precoce (pode haver cruzamento após o sexto mês de vida). Ganha rapidamente um bom peso com sensível diminuição da idade ao abate. Apresenta produtos de alto rendimento e boa qualidade de corte, com adequado acabamento de gordura de cobertura e permite o aproveitamento das fêmeas cruzadas também para engorda e abate, igualmente precoces. 